# Gerda Grepp
Gerda Johanne Helland Grepp, född 26 maj 1907 i Fjøsanger i Bergen, död 29 augusti 1940 i Oslo, var en norsk journalist, antifascist och feminist. Hon var den första journalisten från Skandinavien som rapporterade från inbördeskrigets Spanien 1936. Hon skrev för den nordiska arbetarrörelsens tidningar, däribland svenska Social-Demokraten. Hon var övertygad antifascist, socialist och feminist, med fokus på civilbefolkningens erfarenheter av kriget.

## Biografi
Gerda Grepp växte upp i Oslo. Hon var dotter till Kyrre Grepp, politiker i Arbeiderpartiet, och Rachel Grepp, journalist, feminist och aktiv i arbetarrörelsen. Trots att Rachel Grepp kom från en förmögen skeppsredarfamilj, tillhörde Kyrre och Rachel Grepp den radikala falangen inom partiet.
Gerda Grepp följde tidigt med på demonstrationer och träffade politiska aktörer som till exempel Aleksandra Kollontaj. Med henne utvecklade Gerda Grepp en varm och livslång vänskap. Breven till Kollontaj undertecknade hon med ”din datter Gerda”.
Familjen Grepp drabbades mycket hårt av tuberkulos: innan Gerda Grepp föddes hade föräldrarna förlorat en son i sjukdomen och 1922 dog Kyrre Grepp. Gerda Grepp stod fadern nära och hans död tog henne hårt. Hösten 1923, då hon skulle börjat gymnasiet, flyttade hon till morföräldrarna i Fjøsanger. År 1924 började Gerda Grepp studera på Arbeiderpartiets socialistiska studieförbund. Hon fick då upp ögonen för journalistiken och läste socialekonomi och historia. Efter det gick hon på husmorsskola i Köpenhamn, men trivdes inte där.
År 1925 flyttade Gerda Grepp till läraren Angelica Balabanoff i Wien. Hon var en aktiv socialist, samt vän till Gerda Grepps föräldrar och Aleksandra Kollontaj. Hos henne studerade Gerda Grepp tyska och franska. Angelica Balabanoffs hem blev under 1920-talet en samlingsplats för italienska kommunister som flytt fascismens Italien. Så träffade Gerda Grepp Mario Mascarin, journalist och senare keramiker. De gifte sig i Oslo 1925. Paret bosatte sig i Lugano i Schweiz med sonen Olav Kyrre, född i Norge 1926. Gerda Grepp vantrivdes där, men började skriva noveller och översätta texter för Vor Tid och Arbeiderbladet.
År 1928 föddes dottern Eugenia Rachel i Norge. Gerda Grepp engagerade sig i en kvinnogrupp och fick fast anställning på Bergen Arbeiderblad 1930. Samma år dog dottern i tuberkulos, och Gerda Grepp blev själv diagnostiserad med sjukdomen. År 1933 dog också Gerda Grepps bror Peter Andreas i sjukdomen och Gerda Grepp födde dottern Solveig Marie Alexandra på ett sjukhus i Lugano. Efter en tid på sanatorium, reste Gerda Grepp med dottern till Norge och ansökte om skilsmässa.

### Tiden i Spanien
År 1936 reste Gerda Grepp, som första skandinaviska journalist, till Barcelona för att rapportera från det inbördeskrig som utbrutit, då general Francos fascistiska trupper försökt genomföra en statskupp mot den folkvalda republiken. Hon skrev bland annat för svenska Social-Demokraten. Tiden innan spenderade hon i Zürich och Paris, där hon lärde känna många andra antifascister och journalister på väg till Spanien. Bland dem var förebilden Egon Erwin Kisch. Han menade att objektiv journalistik inte var möjlig och de var överens om att ett tydligt budskap var grunden för god journalistik. Gerda Grepp försökte därför aldrig dölja sina antifascistiska sympatier i reportagen.
År 1936 styrdes Barcelona av en hoppfull vänsterkoalition ledd av anarkisterna. Gerda Grepp skrev entusiastiskt om upplevelsen, men ville närmare fronten, och reste till Madrid. Även där var hon första skandinaviska reporter på plats, och länge den enda kvinnliga, vid sidan om tyskan Ilse Wolff. Gerda Grepp och de andra kvinnliga krigskorrespondenterna i Spanien, som amerikanskan Martha Gellhorn, var också banbrytande i att de tog sig ut på gatorna och intervjuade civilbefolkningen, medan bomberna föll. Detta var en ny typ av krigsjournalistik, då manliga journalister mestadels rapporterat från skyttegravarna.
Gerda Grepp fick snart en central plats i journalistmiljön under det tyska bombanfall som kom att kallas "slaget om Madrid". Det var ett av de första att riktas mot en civilbefolkning, och Gerda Grepp och Spaniens utrikesdepartement hoppades kunna väcka ett engagemang för republikens sak i Sverige och Danmark. Runt om i Västvärlden slöt frivilliga upp, men från statligt håll kom ingen hjälp. Då det enbart var Sovjetunionen som kom till undsättning, blev de hjältar i mångas ögon, så även i Gerda Grepps.
I Madrid träffade Gerda Grepp den amerikanske journalisten Louis Fischer. Han var gift, men de två inledde ett livslångt öppet förhållande. Tillsammans reste och arbetade de runt om i Spanien, vilket öppnade nya kontaktnät för Gerda Grepp. År 1937 reste hon till Norden för att väcka engagemang för Spaniens sak. I Stockholm träffade hon och blev vän med den spanska ambassadören Isabel de Palencia.
Med journalistkollegan och vännen Arthur Koestler tog hon sig till Málaga 1937, trots varningar från kollegor om faran med att åka. De var de sista två journalisterna att fly staden när Francos trupper anföll i februari 1937. När Arthur Koestler blev tillfångatagen, var hon den enda att rapportera om de sista dagarna. Precis som i Madrid förutsåg Gerda Grepp det blodbad som Francos seger skulle innebära. Hon skrev om Málaga i fem reportage för olika skandinaviska tidningar. 
Då Arthur Koestlers fru Dorothy Ascher bad henne om hjälp i sökandet efter vad som hänt maken, åkte Gerda Grepp med till London där hon medverkade i en stor internationell stödkonferens för Spanien med redaktören för Arbeiderbladet i Norge, Martin Tranmæl, och svenska Social-Demokratens redaktör Zeth Höglund. Parallellt pågick också flera konferenser för olika hjälporganisationer. Här talade Gerda Grepp, som enda representant från Norden.
Gerda Grepp försökte samtidigt spåra upp vad som hänt Arthur Koestler. Åren efter kriget vände sig Arthur Koestler mot Sovjetregimen, men 1937 var han knuten till Komintern och den sovjetiska nyhetsbyrån Agence Espange. Därmed kom Gerda Grepp att samarbeta med dess ledare Otto Katz. De hade träffats förut, och då hade Gerda Grepp skrivit ”[h]an kan være en farlig mann” i ett brev till modern. Trots det blev de goda vänner och Gerda Grepp hoppades på uppdrag för Agence Espange. Senare blev Arthur Koestler frisläppt i ett fångutbyte, men då hade Gerda Grepp lämnat London för Paris.
I Frankrike försökte Gerda Grepp behandla sin tuberkulos med mat och vila på en gård utanför Paris. Hon behövde nya uppdragsgivare, eftersom hon inte klarade sig ekonomiskt på det hon sålde till skandinaviska tidningar, och knöts till Agence Espange. Vid den här tiden skrev många västerländska journalister för Agence Espange, särskilt då den europeiska pressen ofta stod på Francos sida i Spanienkonflikten. Hon ska ha vetat mycket lite om den spionverksamhet som Otto Katz var en del av.
År 1937 for Gerda Grepp till Bilbao i Baskien. Hon såg fram emot det riskfyllda uppdraget; för första gången skulle hon få betald resa, boende och fast lön. Här hade bombanfallet mot civilbefolkning i Guernica i april 1937 lett till stora protester runt om i världen, och förutom att rapportera från fronten skulle Gerda Grepp bevaka en evakuering av 4 500 kvinnor och barn till Frankrike. Gerda Grepp rapporterade från skyttegravarna och civilbefolkningens situation, men intervjuade även tillfångatagna Franco-soldater, för att försöka förstå hur de tänkte. Med sin långa erfarenhet var hon ofta den som andra journalister vände sig till för information. Svälten, och det lidande hon bevittnade, tärde på hennes redan sjuka kropp. Den 14 juni lämnade hon Bilbao med ett fartyg fyllt av flyktingar — den enda öppna vägen ut. Några dagar senare föll Bilbao.

### Tiden efter Spanien och de sista åren
Gerda Grepp tillbringade sommaren i Spanien med Louis Fischer innan hon återvände till Norden. Hon fick uppdrag av både Norska hjälpkommittén för Spanien och Svenska Spanienkommittén och tillbringade hösten med en föredragsturné, där hon drog fullt hus. I november flyttade Gerda Grepp med barnen till Paris. Hon skrev artiklar om framstående franska kvinnor, bland annat för Social-Demokraten. Hon arbetade också som ledare för skandinaviska delegationer till Spanien. I januari 1938 tog hon en grupp till Barcelona. Nu fanns inte optimismen från 1936 kvar. Staden utsattes för dagliga bombanfall och de olika vänsterfalangerna hade hamnat i strid med varandra. Gruppen fick fly till ett kloster i bergen. Gerda Grepp blev erbjuden att återvända och arbeta för de internationella brigaderna, men tillbaka i Paris blev hon och ett av barnen mycket sjuka. De måste återvända till Norge.
År 1939 vann Franco striden i Spanien och samma år startade andra världskriget. Icke-angreppspakten mellan Sovjetunionen och Tyskland gjorde Gerda Grepp och hennes kamrater besvikna och förvirrade. Många tvingades fly, hamnade i läger eller avrättades. Gerda Grepp försökte att hjälpa vänner att komma till Norge, men misslyckades, då Norges flyktingpolitik var mycket restriktiv. Samma år åkte hon till Sverige för att skriva Aleksandra Kollontajs biografi. De tog långa bilturer runt om i landet, gick på promenader och diskuterade politik, samtidigt som Gerda Grepp arbetade med boken, trots att hon nu var mycket sjuk.
År 1940, när Sovjet invaderade Finland, tog Gerda Grepp avstånd från Stalins version av socialism. Den 29 augusti 1940 tog tuberkulosen hennes liv på Ullevål Sjukhus i Oslo, några månader efter att Tyskland invaderat Norge. Biografin blev aldrig färdig. Efter Gerda Grepps död, blev hennes mor arresterad av tyskarna, men lyckades rymma till Sverige. Hennes bror Asle blev avrättad som motståndsman i februari 1945.